# 血液透析

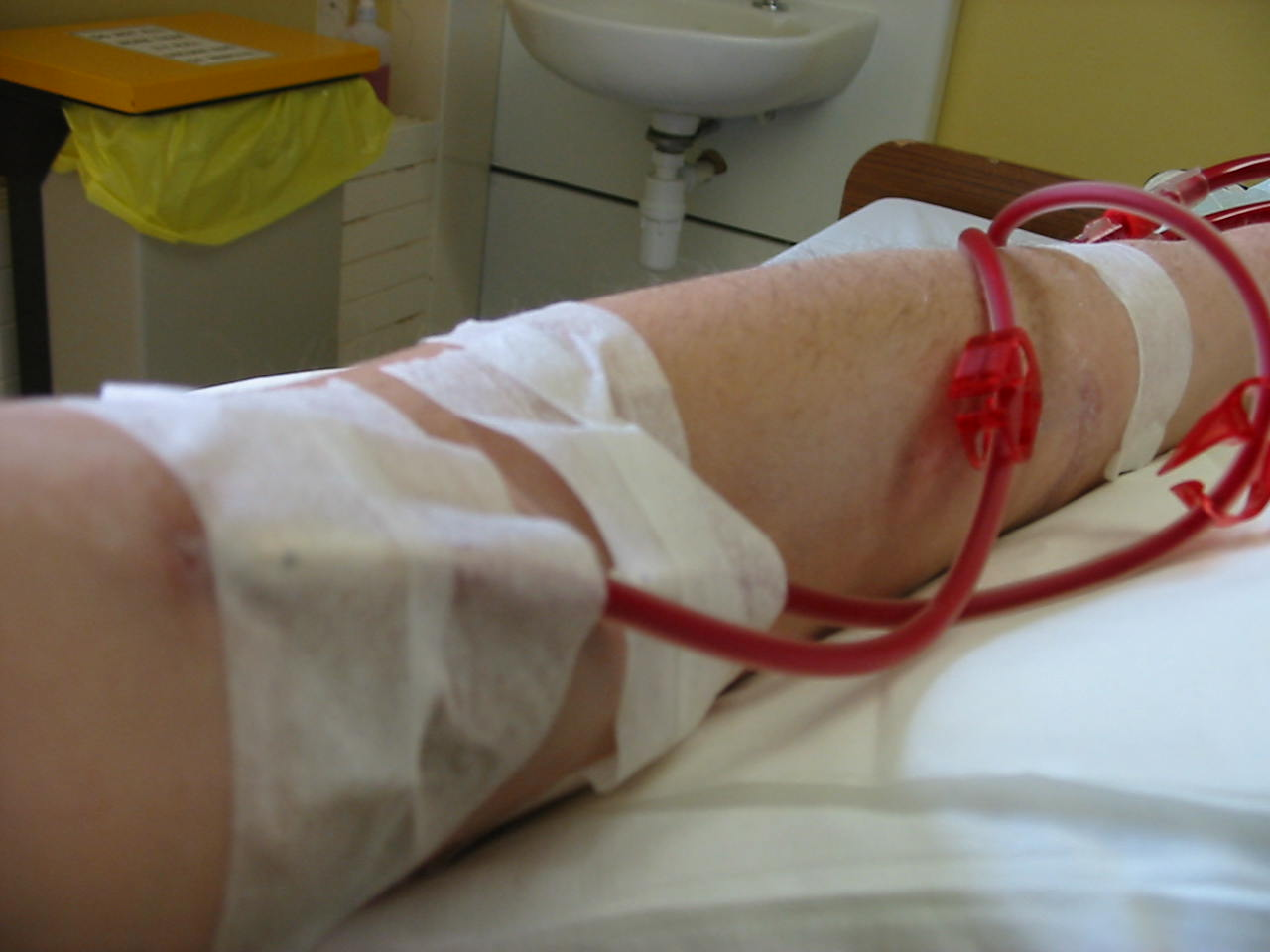
血液透析進行中

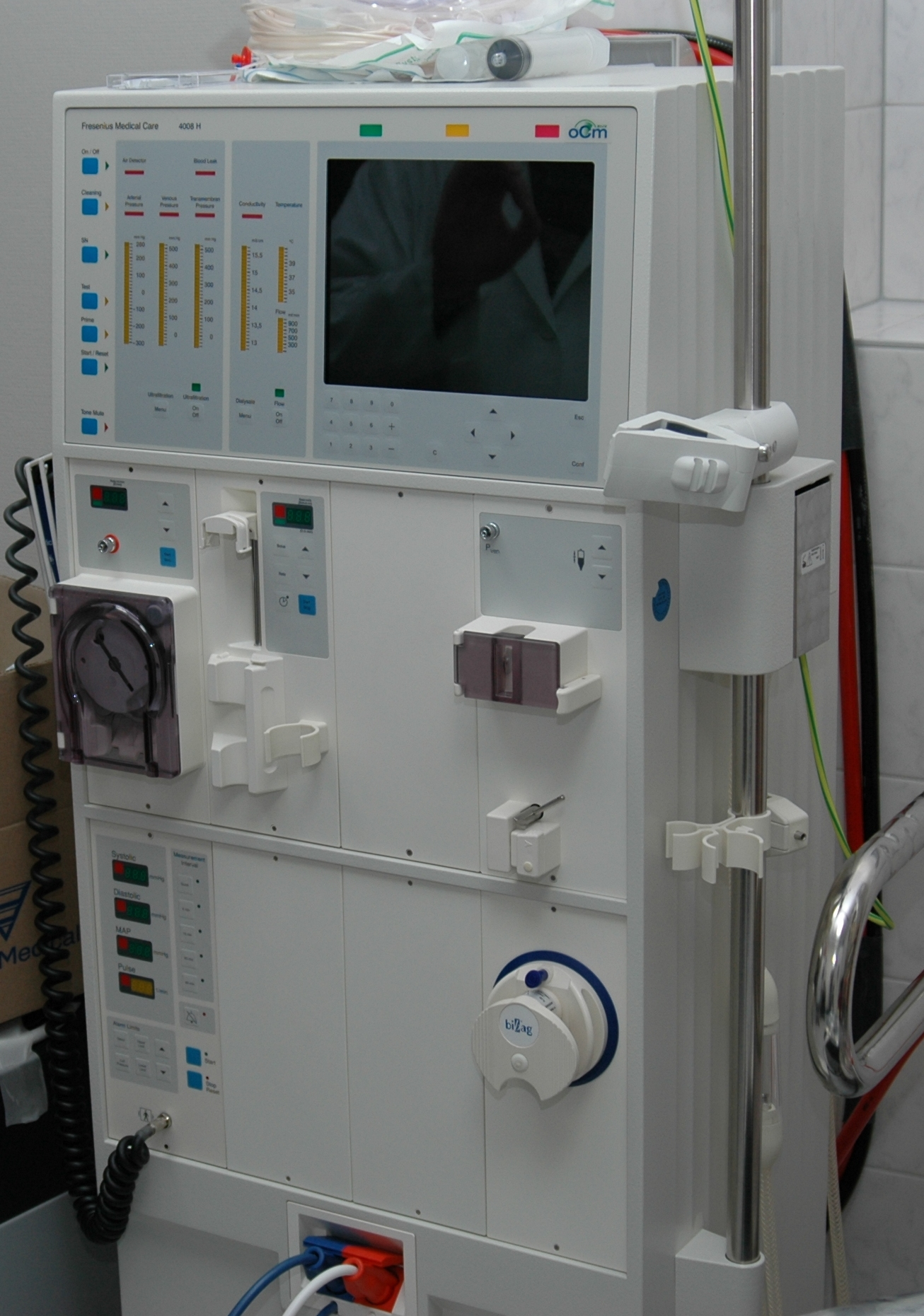
血液透析機

血液透析（英語：hemodialysis）简称血透，俗稱洗腎、洗血，是將血液抽出體外，經過血液透析機的滲透膜，清除血液中的新陳代謝廢物和雜質後，再將已淨化的血液輸送回體內。
血液透析可用於腎衰竭病患，或血液中毒等身體無法自行排出毒害物質的情況。
採用血液透析的病患，每一週必須到醫院接受2至3次治療，洗血過程每次需時4至6小時，對於上班人士及須出遠門的患者是一種困擾。至於採用腹膜透析者，可在家裡進行，一個月回到醫院1次即可。
延長透析時間可以減少血液透析的併發症、增加生活品質及降低死亡率，主要原因在於脫水速率較低及可以脫去更多的尿毒素；而最好的方法是利用每天晚上睡覺的時間進行血液透析，所以比起日間透析、更不會影響日常生活；只是要提供這樣的服務，成本很高。

## 併發症
常見併發症包括血壓低、肌肉抽筋、噁心及嘔吐、頭痛、胸口痛、背痛、發癢、發燒及發冷和出血傾向。
較罕見的併發症包括透析不平衡症候群，對人工腎過敏反應、心律不齊、腦出血、抽筋、血溶病、空氣栓塞及心臟停頓。
凝血异常也是常見的問題。尿毒症患者由于血管性假血友病因子与血小板糖蛋白功能异常、血小板功能异常、使用抗凝剂等因素，常可发生出血。

## 另見
- 透析
- 腹膜透析
- 腎臟移殖

## 資料來源
1. ↑  陈朝生,徐玉兰,梅晓蓉,等.维持性血透患者进行高通量血透的临床研究[C]//2006年浙江省肾脏病学学术年会.0[2024-06-19].DOI:ConferenceArticle/5aa2a37fc095d72220a63389.
2. ↑  洗腎之後，就沒事了嗎？. . 台北: 台視文化. 2011年12月: 第26–30頁 （中文）.
3. ↑   (PDF). 香港醫院管理局. 2011-02-10  [2012-01-11]. （原始内容存档 (PDF)于2021-04-12）.
4. ↑  .   [2013-08-12]. （原始内容存档于2016-03-05）.

## 延伸閱讀
- . 台北榮總血液透析室.   [2012-01-12]. （原始内容存档于2013-05-05）.
- (PDF). 國立成功大學醫學院附設醫院護理部. 2010-03  [2012-01-12].[永久]
- . 新庚醫療體系. 2025-03-15 （中文）.

## 外部連結
- Your Kidneys and How They Work - (American) National Institute of Diabetes and Digestive and Kidney Diseases (NIDDK), NIH.
- Treatment Methods for Kidney Failure - (American) National Institute of Diabetes and Digestive and Kidney Diseases (NIDDK), NIH.
- Treatment Methods for Kidney Failure: Hemodialysis - (American) National Kidney and Urologic Diseases Information Clearinghouse, NIH.
- Online Community for Dialysis Patients by Dialysis Patients （页面存档备份，存于）
- What is dialysis? - Kidney Foundation of Canada
- European Kidney Patients' Federation (CEAPIR)
- ARCH Project - European research project for development of a model to simulate hemodynamic changes induced by AVF surgery and long-term adaptation.